# Comitato direttivo
Il comitato direttivo, spesso noto con l'espressione inglese steering committee (lett. "comitato guida"), è un comitato di persone con compiti decisionali di tipo strategico all'interno di un'organizzazione, spesso, ma non esclusivamente, di natura economica o aziendale.
Un comitato direttivo può includere anche persone esterne all'organizzazione stessa, ma competenti nel tema specifico di cui il comitato è chiamato a occuparsi.
In economia aziendale è prassi costituire uno steering committee a fronte di progetti di ampie dimensioni e che coinvolgono l'organizzazione dell'azienda.  In questo caso lo steering committee solitamente comprende membri del primo livello di gestione dell'azienda ed eventuali membri di società esterne incaricate della realizzazione del progetto o di fasi dello stesso. 
Lo steering committee esercita il controllo strategico sul progetto tramite riunioni periodiche nelle quali le persone responsabili della realizzazione del progetto ragguagliano il comitato sullo stato avanzamento lavori, sulle eventuali criticità emerse e sulle eventuali azioni da intraprendere.